# 귀제비

Cecropis daurica

귀제비는 참새목 제비과의 한 종으로, 한국에서 제비처럼 흔히 볼 수 있는 여름철새이다. 배에 세로 줄무늬가 있으며 그 외엔 제비와 차이가 없다.